# Anatoli Korolkov
Anatoli Korolkov es un deportista soviético que compitió en piragüismo en la modalidad de aguas tranquilas. Ganó una medalla de oro en el Campeonato Mundial de Piragüismo de 1977, en la prueba de K2 10 000 m.

## Palmarés internacional
| Campeonato Mundial | Campeonato Mundial | Campeonato Mundial | Campeonato Mundial |
| Año                | Lugar              | Medalla            | Competición        |
| ------------------ | ------------------ | ------------------ | ------------------ |
| 1977               | Sofía (Bulgaria)   | Medalla de oro     | K2 10 000 m        |